# Tervueren
Tervueren je dlouhosrstá varieta belgického ovčáka, lišící se od groenendaela – další variety – zbarvením, připouští se pouze žlutá nebo šedá barva srsti s uhlováním a černou maskou. Žluté syté barvě teplého odstínu se dává přednost.

## Historie
Toto plemeno vzniklo v Belgii, kdy bylo v Belgii tolik ovčáckých (pasteveckých) psů různých zbarvení a délky srsti, že se někteří milovníci psů rozhodli, vytvořit nový systém dělení těchto psů – a tak rozdělili plemeno belgický ovčák na čtyři typy (laekenois, groenendael, malinois a tervueren). Jméno této variety se odvozuje od města Tervueren, kde žil majitel zakládajících psů.

## Vzhled
Tervueren je silně stavěný ovčácký pes střední velikosti. Má dlouhou a jemnou srst a od svého příbuzného groenendaela se liší jen zbarvením – u tohoto typu se povoluje žluté nebo šedé zbarvení s černou maskou, zato u groenedaela se preferuje pouze černá. Srst dobře izoluje a na dotek je spíše hebká. Hlava je dobře nesená a tvarovaná. Stop je mírný. Uši jsou menší a vysoko nasazené, nesené vztyčené. Krk je dobře nasazený, dobře osvalený a dlouhý. Hřbet je rovný, spíše delší. Ocas je střední délky, dobře nasazený a u kořene silnější. V klidu je nesen svisle, v akci může být jen v rovině se hřbetem, ne nad ním. Končetiny jsou dlouhé a dobře osvalené. Váha je kolem 25 kg a výška průměrně 60 cm.

## Povaha
Je to velmi ostražitý a aktivní pes. Je prakticky nevyčerpatelný a pohyb mu prospívá. Má sklony k pasení, takže mu nejlépe je při práci s ovcemi, ke které byl vychován. Svoji rodinu miluje a je jí věrný – a také ji dokáže patřičně bránit. Na vše hlasitě upozorňuje a pokud jste nepovoleně na jeho území, může být i agresivní. Ve standardu dle FCI je uvedeno: „Spojuje všechny vynikající kvality ovčáckého psa, hlídače, obranáře a služebního psa.“ K cizím je nedůvěřivý. Dá se velmi dobře cvičit a je i velmi inteligentní. S ostatními zvířaty moc nevychází, což se dá důkladnou socializací změnit.

## Péče
Srst se poměrně rychle zašpiní a drží se v ní částečky prachu, proto je dobré ji často pročesávat a pokud je pes od bláta, je nutné jej umýt – jinak by bláto zaschlo a ze srsti by se dostávalo velmi těžko, navíc by do otevřené rány na kůži mohlo vnést infekci. Střihání ani trimování není potřeba.
Tento pes je velmi aktivní, potřebuje delší procházky a větší zájem svého majitele než průměrní psi. Výborně se hodí pro cyklisty nebo pro atlety. Bývá skvělým společníkem. Pokud nemá dostatek pohybu, může to u něj způsobit agresivitu.

## Další druhy belgických ovčáků
- Laekenois
- Groenendael
- Malinois